# Anna Yi
Anna Yi (ur. 1841 w Jaegung-gol, zm. 1867 w Seulu) – koreańska męczennica, błogosławiona Kościoła katolickiego

## Życiorys
Urodziła się w 1841 w Jaengung-gol. Pochodziła z katolickiej rodziny. Poślubiła syna Piotra Songa, mieszkającego w Seochon. Przeprowadziła się wraz z mężem do Beati, wioski w powiecie Jincheon. Wiosną 1867 roku Anna, a także inne osoby z jej rodziny zostały aresztowane za wyznawanie swojej wiary. W tym samym roku w wieku 26 lat Anna Yi została ścięta w Seulu.

## Beatyfikacja
7 lutego 2014 papież Franciszek podpisał dekret o jego męczeństwie. Tenże sam papież beatyfikował ją w dniu 16 sierpnia 2014 roku w grupie 124 męczenników koreańskich, w czasie swojej podróży do Korei Południowej.